# Rujište (Zubin Potok)
Pour les articles homonymes, voir Rujište.
Rujište en serbe latin et Rujishtë en albanais (en serbe cyrillique : Рујиште) est une localité du Kosovo située dans la commune/municipalité de Zubin Potok/Zubin Potok, district de Mitrovicë/Kosovska Mitrovica. Selon des estimations de 2009 comptabilisées pour le recensement kosovar de 2011, elle compte 63 habitants, dont une majorité de Serbes.

## Démographie

### Évolution historique de la population dans la localité
| 1948 | 1953 | 1961 | 1971 | 1981 | 1991 | 2009 |
| ---- | ---- | ---- | ---- | ---- | ---- | ---- |
| 179  | 199  | 209  | 138  | 88   | 62   | 63   |

|  |